# Swarnanychus bandipurensis
Swarnanychus bandipurensis är en spindeldjursart som beskrevs av Mallik och Kumar 1998. Swarnanychus bandipurensis ingår i släktet Swarnanychus och familjen Tetranychidae. Inga underarter finns listade i Catalogue of Life.